# Gottfried Semper
Godfried Semper (Hamburg, 29 november 1803 – Rome, 15 mei 1879) was een Duits architect en kunsttheoreticus.

## Biografie
Hij was professor in de architectuur en heeft de Semperoper ontworpen die gebouwd is tussen 1838 en 1849. In mei van 1849 nam hij deel aan de mei-opstand in Dresden waarna hij gezocht werd door de overheid. Hij vluchtte eerst naar Zürich en vervolgens naar Londen. In 1869 keerde hij terug naar Duitsland omdat alle deelnemers aan de revolutie absolutie hadden gekregen.
Semper schreef verschillende standaardwerken op het gebied van architectuur waarvan de bekendste de Die vier Elemente der Baukunst uit 1851 is. Hij is een van de mensen die vorm heeft gegeven aan de polychromie.
Het bekende, door Semper ontworpen Königliche Hoftheater Dresden wordt algemeen aangeduid als Semperoper.
- Base de données des élites suisses: 81248
- Bibsys: 90173256
- Biblioteca Nacional de España: XX5462553
- Bibliothèque nationale de France: cb12347467v (data)
- Catàleg d'autoritats de noms i títols de Catalunya: 981058522550806706
- CiNii: DA03442559
- Gemeinsame Normdatei: 118613154
- Historisch woordenboek van Zwitserland: 019970
- International Standard Name Identifier: 0000 0001 0893 0614
- KulturNav: 48229af0-3a91-4825-95fc-e6a4a89f462d
- Library of Congress Control Number: n81071101
- Nationale Bibliotheek van Letland: 000150072
- Bibliotheek van het Japanse parlement: 00621466
- Nationale Bibliotheek van Tsjechië: xx0009739
- Nationale bibliotheek van Australië: 35264443
- Nationale Bibliotheek van Israël: 987007300230705171
- Nationale Bibliotheek van Polen: a0000001234209
- Nationale en Universitaire bibliotheek Zagreb: 000023480
- Nederlandse Thesaurus van Auteursnamen: 069003599
- RKD-Nederlands Instituut voor Kunstgeschiedenis: 71941
- Istituto Centrale per il Catalogo Unico: CFIV041620
- LIBRIS: 252780
- SNAC: w6571g2v
- Système universitaire de documentation: 027342883
- Trove: 888461
- Union List of Artist Names: 500031906
- Virtual International Authority File: 44372667
- WorldCat: E39PBJppGdxkBtR7dDQPR9Tfv3